# Reo Nishiguchi
Reo Nishiguchi (jap. 西口 黎央, Nishiguchi Reo; * 21. August 1997 in der Präfektur Osaka) ist ein japanischer Fußballspieler.

## Karriere
Reo Nishiguchi erlernte das Fußballspielen in der Schulmannschaft der Kokoku High School sowie in der Universitätsmannschaft der Chukyo University. Seinen ersten Vertrag unterschrieb er 2020 bei Albirex Niigata (Singapur). Der Verein ist ein Ableger des japanischen Zweitligisten Albirex Niigata und spielt in der höchsten singapurischen Fußballliga, der Singapore Premier League. 2020 feierte er mit Albirex die singapurische Meisterschaft. Im Januar 2021 wechselte er zu Tanjong Pagar United. Hier stand er zwei Jahre unter Vertrag. Für den Verein bestritt er 48 Erstligaspiele. Dabei schoss er 35 Tore. Zu Beginn der Saison 2023 ging er nach Südkorea. Hier unterschrieb er einen Vertrag beim Drittligisten Gyeongju Korea Hydro & Nuclear Power FC.

## Erfolge
Albirex Niigata (Singapur)
Singapurischer Meister: 2020